# اولاد یعقوب
اولاد یعقوب (به فرانسوی: Oulad Yaacoub) یک منطقهٔ مسکونی در مراکش است که در استان قلعه سراغنه واقع شده‌است. اولاد یعقوب ۶٬۴۹۷ نفر جمعیت دارد.